# Мандрыка
Мандры́ка — дворянский род на Гетманщине и в Черниговской губернии Российской империи.
Происходит от реестрового казака Корчовской сотни Корсунского полка Андрея (1649). Дворянство первым получил его правнук Никита в XVIII веке.
По семейной легенде, Никита Алексеевич, полковой есаул, носил фамилию Уж и служил лесничим в Беловежской пуще, при короле польском Владиславе IV. Ему удалось спасти жизнь королю на охоте, убив медведя, бросившегося на Владислава. Затем Никита Алексеевич принимал у себя в доме короля и угощал его мандрыками, которые очень понравились королю. За спасение жизни Владислав наградил Никиту Алексеевича графским достоинством и поместьем в Черниговской губернии — местечком Кобыщи. Спасаясь от иезуитов, требовавших принятия унии, Никита Алексеевич переехал в Кобыщи. Здесь он и его старший сын Яков употребляли пожалованный Владиславом герб, но графское достоинство должны были откинуть, дабы остаться в Православии и подписывались просто Мандрыка.
Одна из последних представительниц рода стала бабушкой актрисы Светланы Немоляевой. Последний прямой потомок живёт в городе Новосибирск,Анастасия Мандрык.